# مارفن أفيلا
مارفن أفيلا (بالإسبانية: Marvin Ávila)‏ (6 ديسمبر 1985 في غواتيمالا - ) هو لاعب كرة قدم غواتيمالي في مركزي الهجوم والوسط. شارك مع منتخب غواتيمالا لكرة القدم. أما مع النوادي، فقد لعب مع نادي برشلونة ونادي غويزهو رينهي ونادي كوميونيكيشنس وميونيسيبال وC.D. Suchitepéquez ‏.

## وصلات خارجية
- مارفن أفيلا على موقع الاتحاد الدولي (مؤرشف)  (الإنجليزية)
- مارفن أفيلا على موقع قاعدة بيانات كرة القدم.إي يو (الإنجليزية)
- مارفن أفيلا على موقع ناشيونال فوتبول تيمز (الإنجليزية)